# Nowouralsk
Nowouralsk (russisch Новоура́льск) ist eine geschlossene Stadt in der Oblast Swerdlowsk (Russland) mit 85.522 Einwohnern (Stand 14. Oktober 2010).

## Geographie
Nowouralsk befindet sich im Süden der Oblast Swerdlowsk auf der asiatischen Seite des Uralgebirges, westlich der älteren Siedlung Werch-Neiwinski, 67 km nordwestlich der Gebietshauptstadt Jekaterinburg. Die nächstgelegenen Städte sind Werchni Tagil (17 km nordwestlich von Nowouralsk) und Kirowgrad (20 km nördlich).
Die Stadt liegt an den Flüssen Olchowka und Bunarka aus dem Flusssystem des Ob.

## Geschichte
Nowouralsk entstand im Jahre 1941 als Industriekomplex beim Bau einer Fabrik für leichte Legierungen. Während des Zweiten Weltkrieges wurde eine Flugzeugfabrik aus dem europäischen Teil der Sowjetunion hierher evakuiert.
1946 begann in Nowouralsk der Bau einer Fabrik zur Produktion von hochangereichertem Uran für Atomwaffen. Somit wurde Nowouralsk wichtiges Zentrum der Nuklearindustrie im Ural. Aufgrund derer hohen strategischen Bedeutung wurde es zu einer geschlossenen Stadt erklärt und mit dem Codenamen Swerdlowsk-44 versehen, der noch bis 1994 verwendet wurde.
Die Fabrik wurde als Uraler Elektrochemisches Kombinat 1949 in Betrieb genommen.
Diese Anlage ist auch nach dem Zusammenbruch der Sowjetunion weiter aktiv, sodass Nowouralsk bis heute den Status einer geschlossenen Stadt besitzt. Das Betreten des Stadtgebietes ist aus diesem Grund nur mit einem speziellen Passierschein möglich.

## Wirtschaft
Den Kern der Industrie von Nowouralsk bildet das Uraler Elektrochemische Kombinat, eine Tochter des staatlichen TWEL-Konzerns, zur Herstellung von hochangereichertem Uran. Das Uraler Elektrochemische Kombinat ist die weltgrößte Urananreicherungsanlage, die sich in Betrieb befindet (Stand: 2021). Das Maschinenbau-Unternehmen Zentrotech gehört ebenfalls zu TWEL und produziert neben Gaszentrifugen auch Produkte außerhalb des nuklearen Kerngeschäftsbereichs wie Messinstrumente, wiederaufladbare Batterien, Bohrschlammaufbereitungsanlagen und Metallpulver. Weitere bedeutende Betriebe sind die Lkw-Motorenfabrik AMUR, die Bootsfabrik VIZA-Yacht und die Fensterfabrik Nowouralski DOK.

## Söhne und Töchter der Stadt
- Waleri Beloussow (1948–2015), Eishockeyspieler und -trainer
- Dmitri Gorbunow (* 1977), Dartspieler
- Ljubow Petrowa (* 1984), Biathletin
- Maxim Adijew (* 1987), Biathlet
- Jekaterina Belowa (* 1988), Shorttrackerin
- Danila Isotow (* 1991), Schwimmer
- Jewgeni Solowjow (* 1992), Eishockeyspieler
- Jewgenija Sacharowa (* 1994), Shorttrackerin

## Sport
- Kedr Nowouralsk, Eishockeyclub